# Voyage vers Bethléem
 (décembre 2023).
La mise en forme du texte ne suit pas les recommandations de Wikipédia : il faut le « wikifier ».
Les points d'amélioration suivants sont les cas les plus fréquents. Le détail des points à revoir est peut-être précisé sur la page de discussion.
- Les titres sont pré-formatés par le logiciel. Ils ne sont ni en capitales, ni en gras.
- Le texte ne doit pas être écrit en capitales (les noms de famille non plus), ni en gras, ni en italique, ni en « petit »…
- Le gras n'est utilisé que pour surligner le titre de l'article dans l'introduction, une seule fois.
- L'italique est rarement utilisé : mots en langue étrangère, titres d'œuvres, noms de bateaux, etc.
- Les citations ne sont pas en italique mais en corps de texte normal. Elles sont entourées par des guillemets français : « et ».
- Les listes à puces sont à éviter, des paragraphes rédigés étant largement préférés. Les tableaux sont à réserver à la présentation de données structurées (résultats, etc.).
- Les appels de note de bas de page (petits chiffres en exposant, introduits par l'outil «  Source ») sont à placer entre la fin de phrase et le point final[comme ça].
- Les liens internes (vers d'autres articles de Wikipédia) sont à choisir avec parcimonie. Créez des liens vers des articles approfondissant le sujet. Les termes génériques sans rapport avec le sujet sont à éviter, ainsi que les répétitions de liens vers un même terme.
- Les liens externes sont à placer uniquement dans une section « Liens externes », à la fin de l'article. Ces liens sont à choisir avec parcimonie suivant les règles définies. Si un lien sert de source à l'article, son insertion dans le texte est à faire par les notes de bas de page.
- La présentation des références doit suivre les conventions bibliographiques. Il est recommandé d'utiliser les modèles {{Ouvrage}}, {{Chapitre}}, {{Article}}, {{Lien web}} et/ou {{Bibliographie}}. Le mode d'édition visuel peut mettre en forme automatiquement les références.
- Insérer une infobox (cadre d'informations à droite) n'est pas obligatoire pour parachever la mise en page.

Pour une aide détaillée, merci de consulter Aide:Wikification.
Si vous pensez que ces points ont été résolus, vous pouvez retirer ce bandeau et améliorer la mise en forme d'un autre article.
Journey to Bethlehem est un film musical chrétien américain de 2023 réalisé par Adam Anders dans son premier long métrage de réalisateur . Écrit par Anders et Peter Barsocchini, le film met en vedette Milo Manheim et Fiona Palomo dans le rôle de Joseph et Mary, avec Antonio Banderas dans le rôle du roi Hérode.

## Synopsis
« Une jeune femme porteuse d'une responsabilité inimaginable. Un jeune homme déchiré entre l'amour et l'honneur. Un roi jaloux qui ne recule devant rien pour conserver sa couronne. Cette célébration musicale de Noël en direct pour toute la famille mêle des mélodies classiques de Noël à de nouvelles chansons pop dans une relecture musicale de l'histoire intemporelle de Marie et de Joseph et de la naissance de Jésus. »

## Distribution
- Fiona Palomo (es) : Marie
- Milo Manheim : Joseph
- Lecrae : Gabriel
- Joel Smallbone : Antipater
- Antonio Banderas :  Roi Hérode
- Antonio Cantos : Joachim
- Moriah Peters : Deborah
- Stephanie Gil (es) : Rebekah
- Rizwan Manji :  Gaspar
- Geno Segers : Balthazar
- Omid Djalili : Melchior

## Production
Le film et son casting ont été annoncés en mars 2023, avec la nouvelle venue Fiona Palomo dans le rôle de Mary, la star de Zombies Milo Manheim dans le rôle de Joseph et Antonio Banderas dans le rôle du roi Hérode,. Le tournage a eu lieux au château de Santa Bárbara à Alicante.

### Musique
La bande originale est sortie le 3 novembre 2023. La version de luxe contenant la musique originale est sortie le 24 novembre 2023.

## Libérer
Journey to Bethlehem est sorti en salles le 10 novembre 2023 par Sony Pictures et Affirm Films. Une bande-annonce a été créée devant Big George Foreman d'Affirm, avant d'être diffusée sur YouTube.

## Réception

### Box-office
Aux États-Unis et au Canada, Journey to Bethlehem est sorti aux côtés de The Marvels et devrait rapporter entre 1 et 3 millions de dollars dans 1 823 cinémas lors de son week-end d'ouverture. Le film a rapporté 1 million de dollars le premier jour, dont 250 000 $ grâce aux avant-premières de jeudi soir. Il a ensuite fait ses débuts à 2,4 millions de dollars, terminant septième.

### Réponse critique
Sur le site web Rotten Tomatoes, 73% des 22 critiques sont positives, avec une note moyenne de 6,3/10. Le consensus du site se lit comme suit : Journey to Bethlehem ajoute une entrée solidement traditionnelle et étonnamment amusante - bien qu'occasionnellement trash - à la longue liste des films sur la Nativité. Les spectateurs interrogés par CinemaScore ont donné au film une note moyenne de "A-" sur une échelle de A+ à F, tandis que les personnes interrogées par PostTrak lui ont attribué un score positif de 81%.